# Wijs
Wijs of modus is een grammaticale categorie waarmee de relatie wordt aangegeven tussen een werkwoord en de werkelijkheid. In veel talen komt wijs tot uitdrukking in de morfologie, meer bepaald de vervoeging van de werkwoorden. Hoewel wijs theoretisch gescheiden wordt van andere categorieën die bij de vervoeging een rol spelen (met name tijd en aspect), drukken concrete werkwoordsvormen veelvuldig meerdere van deze concepten tegelijk uit.
Voorbeelden van wijzen in het Nederlands zijn de indicatief (aantonende wijs), de imperatief (gebiedende wijs) en de conjunctief (aanvoegende wijs).
In het Latijn worden de volgende modi (meervoud van modus) gebruikt: indicativus, coniunctivus, conditionalis, imperativus, infinitivus, participium, supinum, gerundium en gerundivum. In het Oudgrieks daarnaast ook nog de optativus, in het Sanskriet de injunctief en in het Hongaars de adhortatief.
| modus         | wijs                 | voorbeeld                                              |
| ------------- | -------------------- | ------------------------------------------------------ |
| infinitief    | onbepaalde wijs      | lopen                                                  |
| participium   | deelwoord            | lopend gelopen                                         |
| indicatief    | aantonende wijs      | ik loop                                                |
| imperatief    | gebiedende wijs      | loop                                                   |
| conjunctief   | aanvoegende wijs     | dat hij lope                                           |
| conditionalis | voorwaardelijke wijs | Als (conditie), zou hij lopen Als (conditie), liep hij |
| optatief      | wensende wijs        | moge hij lopen                                         |
| gerundium     | verbaal substantief  | het lopen                                              |
| gerundivum    | verbaal adjectief    | er moet worden gelopen                                 |
| supinum       | verbaal substantief  | om te lopen                                            |